# Magnificent Warriors
Magnificent Warriors (cantonese: Zhong hua zhan shi) è un film hongkonghese del 1987, diretto da David Chung e con protagonisti Michelle Yeoh, Tung-shing Yee, Richard Ng Yiu-hon and Hwang Jang Lee.

## Trama
Nel 1938, durante la invasione giapponese in Cina, Fok Ming-ming è una mercenaria che alla guida del suo biplano contrabbanda armi ai ribelli cinesi contro l'esercito giapponese. Fong Ming-Ming deve incontrarsi con una spia cinese per recuperare Youda, nel piccolo villaggio di Kaal, ma scopre che i giapponesi stanno costruendo un impianto per la produzione di un gas velenoso e si ritrova a combattere per liberare il villaggio dall'occupazione giapponese.